# Eisenbrauns
Eisenbrauns, une sous-marque de Penn State University Press (en), est un éditeur universitaire spécialisé dans le Proche-Orient ancien et les études bibliques, qui publie chaque année une vingtaine de nouveaux livres et ouvrages de référence, et assure la réimpression de livres épuisés relatifs aux études bibliques.

## Historique
La maison d'édition Eisenbrauns a été fondée par Jim et Merna Eisenbraun en 1975 à Ann Arbor, Michigan. Elle a fonctionné pendant plus de quarante ans à Winona Lake, Indiana, et Warsaw (Indiana) avant son acquisition par Penn State University Press (en) en 2017.